# 織絲植物門
織絲植物門（Nematophyta）是一個複系的陸地植物門，包含一些僅有化石記錄的藻類， 歷史可追溯至上志留紀。 模式屬織絲體屬（Nematothallus）首次描述於1933年， 這是一類葉狀體植物，有管狀結構和孢子體，外部有一層角質層包裹。其生長結構不同於已知的其他陸地植物， 而且其中一些植物與真菌更為相似。 織絲植物常見於多足類的糞化石中。